# Ermenegildo Nucci
Don Ermenigildo Nucci detto Don Gildo (Pescia, 20 giugno 1881 – 6 aprile 1950) è stato un presbitero, storico e storico dell'arte italiano.

## Biografia
Figlio di Filippo e Maddalena Franchi, a 11 anni vestì l'abito talare e avviò gli studi presso il seminario diocesano di Pescia. Il 28 maggio 1904 fu ordinato sacerdote dal vescovo Donato Velluti-Zati. Iniziò a frequentare l'antica Biblioteca Capitolare di Pescia e lì poté approfondire gli aspetti più salienti della storia e dell'arte di Pescia e della Valdinievole. Tale frequentazione gli permise anche di stare al fianco dei più dotti ecclesiastici del tempo, tra cui Giovanni Pellicci, vicario generale della diocesi, di cui divenne allievo solerte. Fu vicino a Dante Biagiotti, priore della chiesa dei Santi Stefano e Niccolao.
Appena ordinato sacerdote, divenne curato nella cattedrale pesciatina, fu poi inviato a Pieve a Nievole. Richiamato a Pescia nel 1906, divenne cappellano della chiesa di San Francesco. A questa chiesa si dedicò per il resto della vita, avviando lunghi e accurati lavori di restauro per riportare la struttura all'originario aspetto duecentesco. Soprattutto, gli premeva restaurare e far conoscere la tavola raffigurante il santo che fu dipinta nel 1235 dal pittore lucchese Bonaventura Berlinghieri. Nel 1915 pubblicò una guida della chiesa e dell'annesso ex convento, che ebbe un notevole successo per l'epoca. Da lì ebbe iniziò la sua intensa attività divulgativa, con cui intendeva ricavare fondi per portare a compimento i restauri del tempio francescano e sensibilizzare sulle bellezze di Pescia e del suo territorio. Ebbe all'attivo trentotto pubblicazioni. Il 4 ottobre 1917, dette inizio alla divulgazione della rivista culturale L'Arpa serafica, che continuò fino alla sua morte.
Ricoprì per diversi anni la carica di ispettore ai monumenti della Valdinievole, succedendo a Giulio Bernardini. Fu amico di molti artisti contemporanei, affascinati dalla sua poliedrica personalità e dalla tavola del bel San Francesco da lui recuperata, tra cui Carlo Carrà e Lorenzo Viani.
| Controllo di autorità | SBN LO1V044112 |